# ديفيد غيرلي
ديفيد غيرلي (بالإنجليزية: David Greely)‏ هو عازف كمان ‏ أمريكي، ولد في 12 يونيو 1953 في باتون روج في الولايات المتحدة.